# Apple Pippin
Apple Bandai Pippin foi um console de videogame produzido pela Apple Computer nos anos 1990 que foi um fracasso devido à pouca quantidade de jogos publicados e ao grande número de consoles que eram vendidos com defeitos de fábrica.[carece de fontes?]

## História
A Apple nunca pretendeu lançar o Pippin por conta própria. Em vez disso, destinou a licenciar a tecnologia para terceiros. A Bandai estava buscando entrar no mercado de consoles de videogames, e escolheu o Pippin como sua plataforma. Posteriormente, a Katz Media também entrou em produção, e planejava usar a plataforma como um PC de baixo custo com conexão web.
No momento em que o Apple Bandai Pippin foi lançado (1995 no Japão, 1996 nos Estados Unidos), o mercado era dominado pelo Sega Saturn, PlayStation e Nintendo 64. Além disso, poucos jogos foram lançados para a plataforma do Pippin, o único editor importante de jogos foi a Bandai. O Pippin custou 599 dólares nos Estados Unidos no lançamento.
Foram fabricados aproximadamente 100.000 Pippins e vendeu-se um total de 42.000 unidades.
Em maio de 2006, o Pippin foi colocado em 22º lugar na Lista dos "piores produtos de todos os tempos" pela PC World Magazine's e em 2009 a ScrewAttack.com classificou-o em 10º no seu Top 10 dos "piores videogames".

## Especificações técnicas

### Hardware

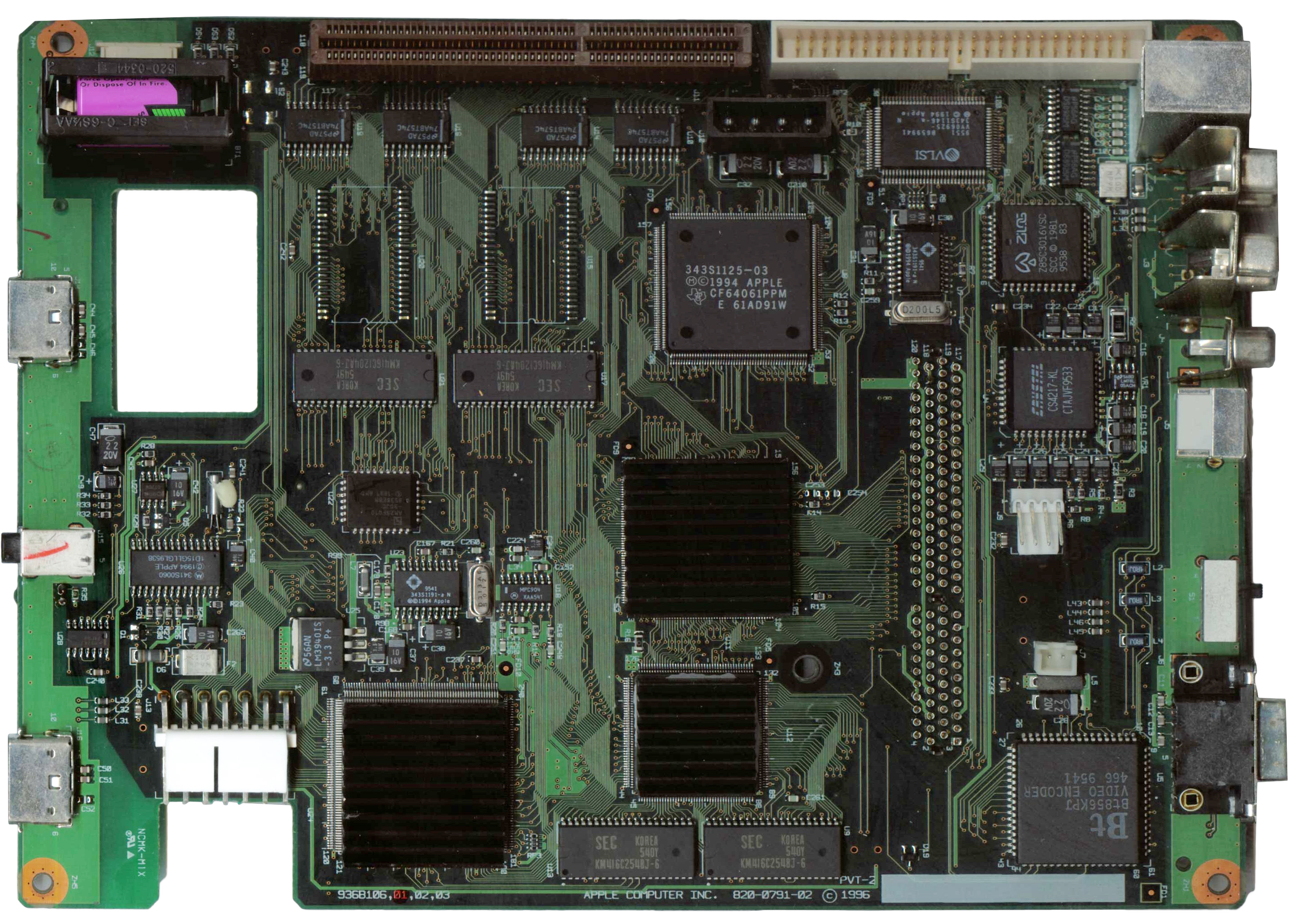
Foto do Atmark Pippin PCB.

- Microprocessador PowerPC 603 RISC @ 66 MHz
  - Superescalar, três instruções por ciclo de clock
  - 8 KB de dados e 8 KB de caches de instrução
  - Unidade de Ponto Flutuante (FPU) de precisão simples e dupla seguindo o padrão IEEE
- 5 MB de memória de sistema e vídeo combinadas, arquitetura avançada
  - Expansão de memória com cartões incrementais de 2, 4, 8, e 16 MB.
- Espaço de armazenamento acessível de 128 K SRAM (Memória Flash).
- Unidade de CD-ROM 4x
- Duas portas seriais de alta velocidade, uma delas pronta para GeoPort, a outra para LocalTalk
- Slot de expansão compatível com PCI
- Duas entradas ADB "AppleJack" emborrachadas
  - Suporta até quatro jogadores simultâneos através do Apple Desktop Bus (ADB)
  - Suporta teclados e mouses padrão ADB usando adaptadores mecânicos

### Vídeo
- Suporte para vídeo em 8 e 16 bits
- Buffers de quadro duplo para animação quadro à quadro superior
- Suporte para monitores NTSC e PAL vídeo composto, S-Video e VGA (640x480)
- Convolução horizontal e vertical de vídeo

### Áudio
- Stereo 16-bit 44 kHz sampled output
- Stereo 16-bit 44 kHz sampled input
- Saída de fone de ouvido com controle de volume individual
- Compatibilidade com CDs de áudio

### Software de Sistema

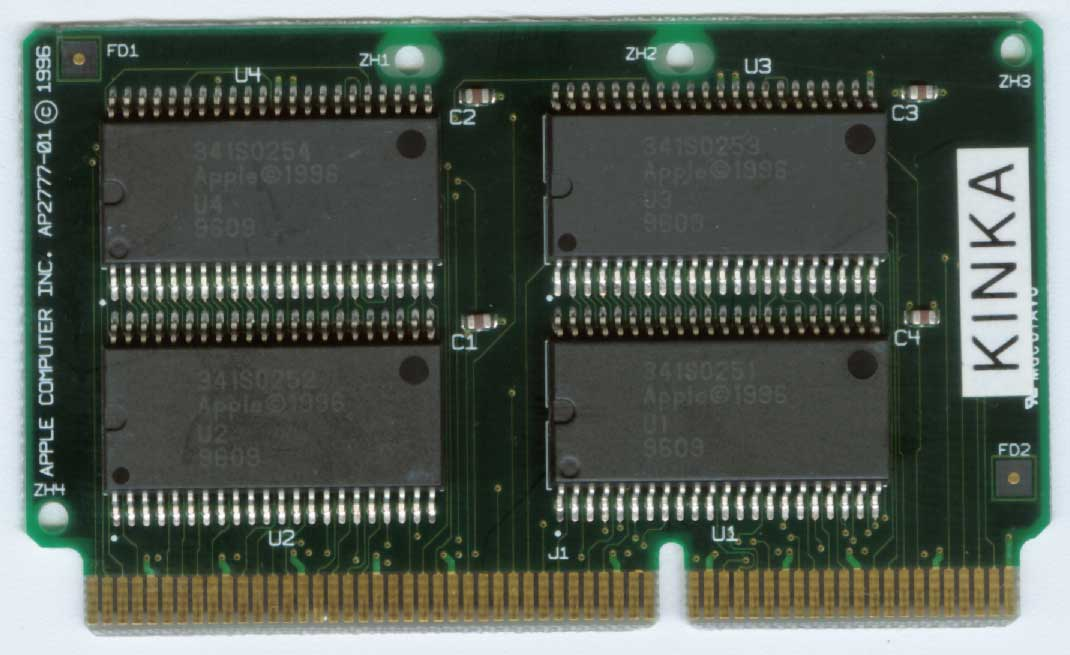
Foto da placa de firmware.

- 3 MB de ROM versão 7.7.D (número da versão das placas de ROM são: desenvolvimento 1.1, 1.2; produção 1.3).
- Ambiente de execução derivado do System 7, System 7.5.2 (se usado, Enabler 1.1).
- Versão nativa do QuickDraw para PowerPC
- Espaço de memória do sistema reduzido (maior parte das funções das extensões removidas).
- Software de Sistema no Disco estampado no CD-ROM com título
- Sistema inicia a partir do CD-ROM por padrão (mas pode iniciar a partir de qualquer dispositivo SCSI).
- Atualizações do Software do Sistema Pippin lançadas através de operações de estampagem de CD-ROM
- Emulador de 68k.
- Macintosh Toolbox intacto.

## Jogos
Em todos os sentidos do Pippin é um Macintosh. A maioria dos softwares do Pippin são executados no Mac OS Classic (poucos vão trabalhar com o Mac OS 9). Um terceiro CD inicializável chamado de Pippin Netscape que teve a interface gráfica do Macintosh (Enabler 1,1), mas foi destituído de muitas das extensões e painéis de controle encontrados em Macs. Pelo menos um título japonês ('Ultraman') que existia poderia funcionar em Pippin, Mac e Windows.
Pippin CDs foram criados em um Macintosh ou um Pippin com uma unidade de CD SCSI externo ligado (para a funcionalidade de teste). Uma vez que a versão final do software estava pronta, uma soma de verificação do CD foi enviado para a Apple e assinado com a chave privada da Apple. A soma de verificação assinado foi aplicado para o CD mestre de ouro que estava a ser pressionado e liberado ao público. O Pippin, durante o seu processo de inicialização, iria gerar um checksum do CD e compará-lo com o que foi assinado com a chave privada da Apple. Só se as somas seriam comparadas com êxito o processo de inicialização continuará.

### Títulos de jogos japoneses
Pouquíssimos títulos foram produzidos para a versão japonesa. Embora alguns títulos prometidos podem não ter sido liberados, o número que foi lançado é menor do que 80 títulos.

### Títulos de jogos americanos
Quando Bandai lançou a versão americana tinha apenas 18 títulos vendidos separadamente, e seis CDs vieram com o Pippin.

## Acessórios
- AppleJack controle
- AppleJack Wireless (IR) controle

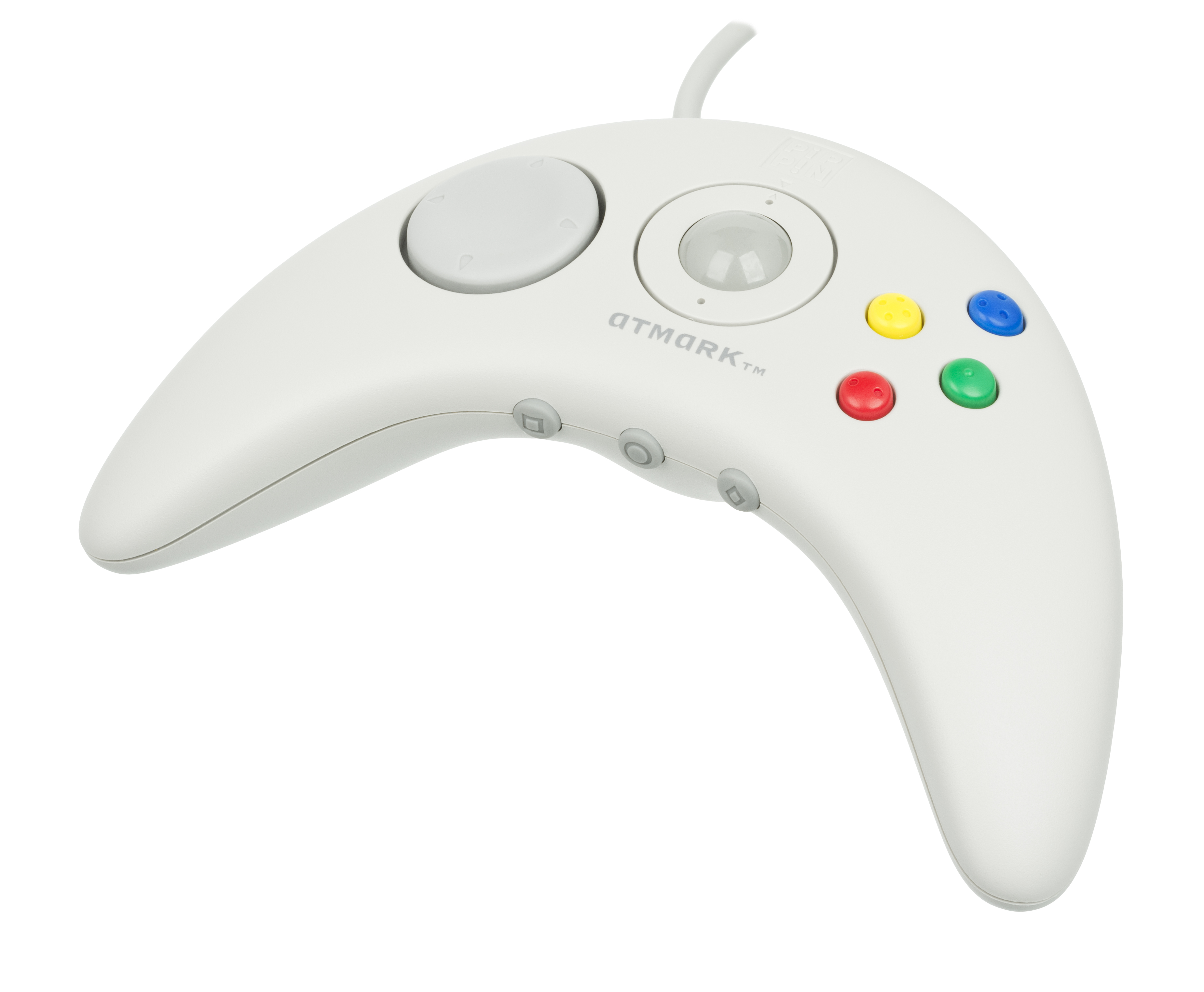
Um controle AppleJack.

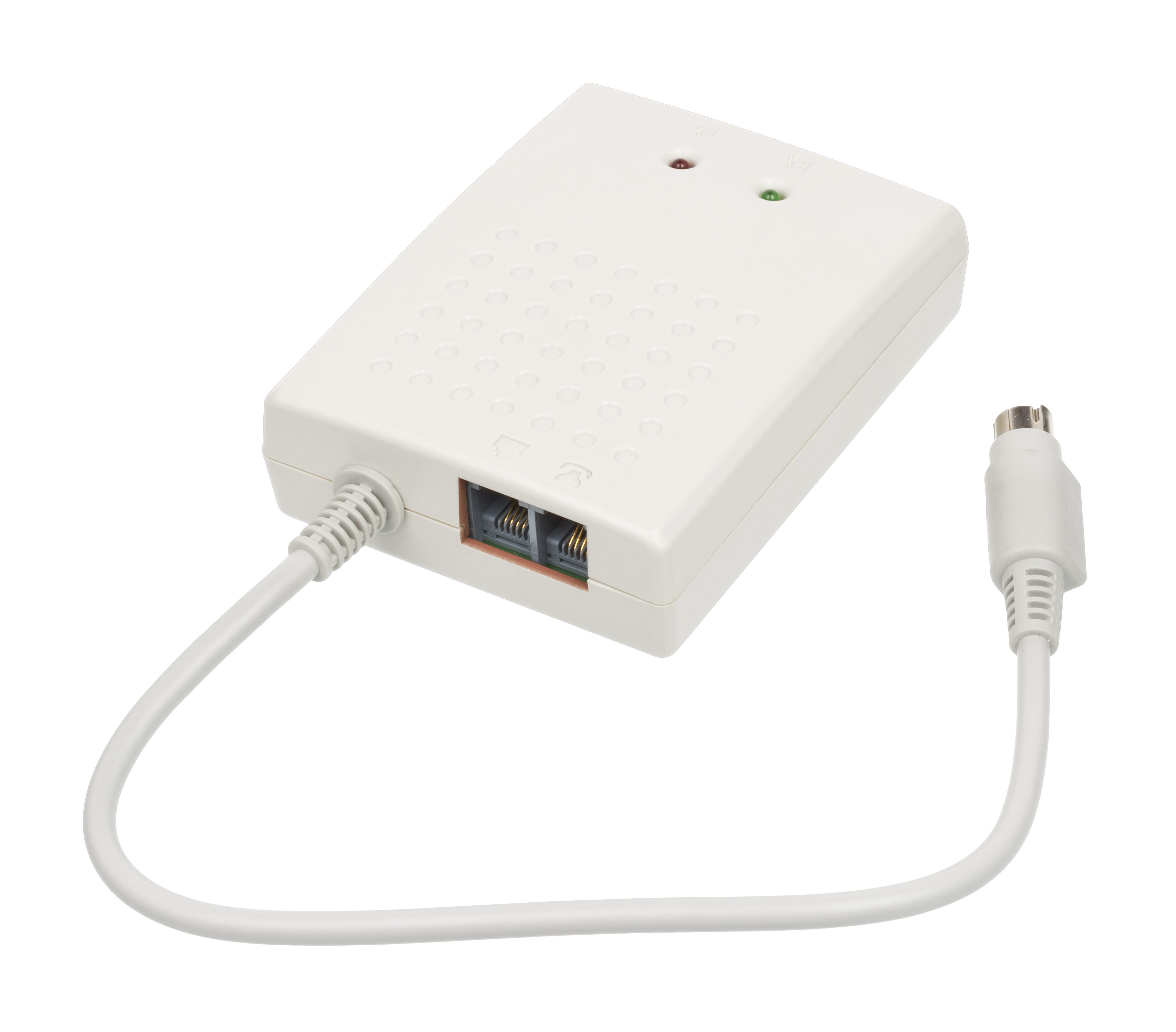
Modem do Apple Pippin.

- Teclado Pippin com um tablet de desenho
- Pippin modem (14.4, 28.8, 33.6kbit/s)
- Pippin memory (2, 4, 8, 16MB)
- Pippin Floppy Dock
- Pippin MO 256MB disco óptico
- Pippin ADB adapter (Para conexão de dispositivos Macintosh para Pippin)
- AppleJack to Macintosh (ADB) adaptador (para a conexão de dispositivos Pippin para Macintosh)